# Olympische Sommerspiele 1996/Teilnehmer (Amerikanisch-Samoa)
| Gelbes Symbol für Goldmedaillen mit stilisierten Olympischen Ringen | Graues Symbol für Silbermedaillen mit stilisierten Olympischen Ringen | Braundes Symbol für Bronzemedaillen mit stilisierten Olympischen Ringen |
| ------------------------------------------------------------------- | --------------------------------------------------------------------- | ----------------------------------------------------------------------- |
| —                                                                   | —                                                                     | —                                                                       |

Amerikanisch-Samoa nahm zum dritten Mal an den Olympischen Sommerspielen 1996 in Atlanta teil. Es traten sieben Athleten (Sechs Männer und eine Frau) in sechs Wettkämpfen in fünf Sportarten an. Ein Medaillengewinn gelang keinem der Athleten.

## Teilnehmer nach Sportarten

### Boxen
- Maselino Masoe
Halbmittelgewicht: 17. Platz

### Gewichtheben
- Eric Brown

### Leichtathletik
Frauen
- Lisa Misipeka

Männer
- Anthony Leiato

### Ringen
- Louis Purcell

### Segeln
- Fua Logo Tavui
- Robert Lowrance